# Religia w Słowenii
Według badań Pew Research Center w 2010 roku dominującą religią jest chrześcijaństwo. Kościół rzymskokatolicki jest zdecydowanie największym wyznaniem chrześcijańskim w Słowenii. 74,8% mieszkańców Słowenii identyfikują się jako katolicy, 3% wyznaje prawosławie i 1,2% protestantyzm. Istnieje także duża grupa ludności związana z islamem (3,6%). Pozostali 17,4% nie byli związani z żadną religią.
W Słowenii obecnie działają 44 zarejestrowane związki wyznaniowe.

## Liczba wyznawców (dane statystyczne)

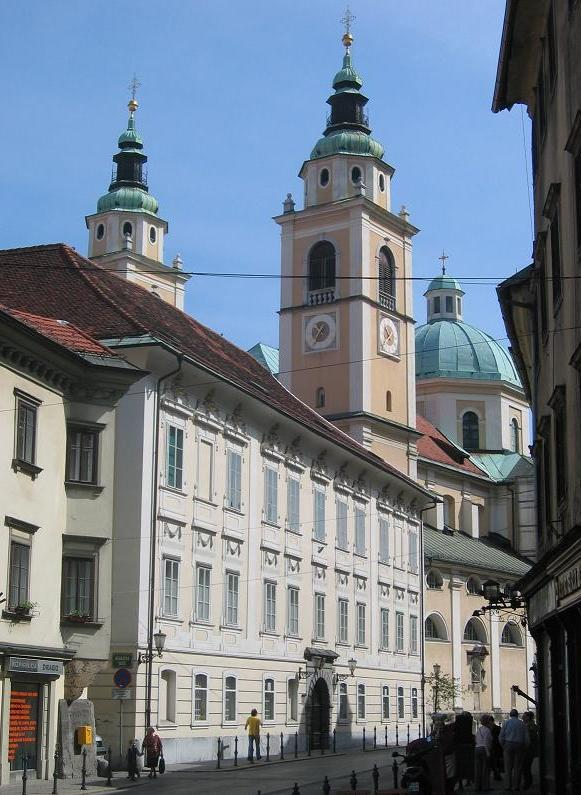
Katedra Świętego Mikołaja w Lublanie

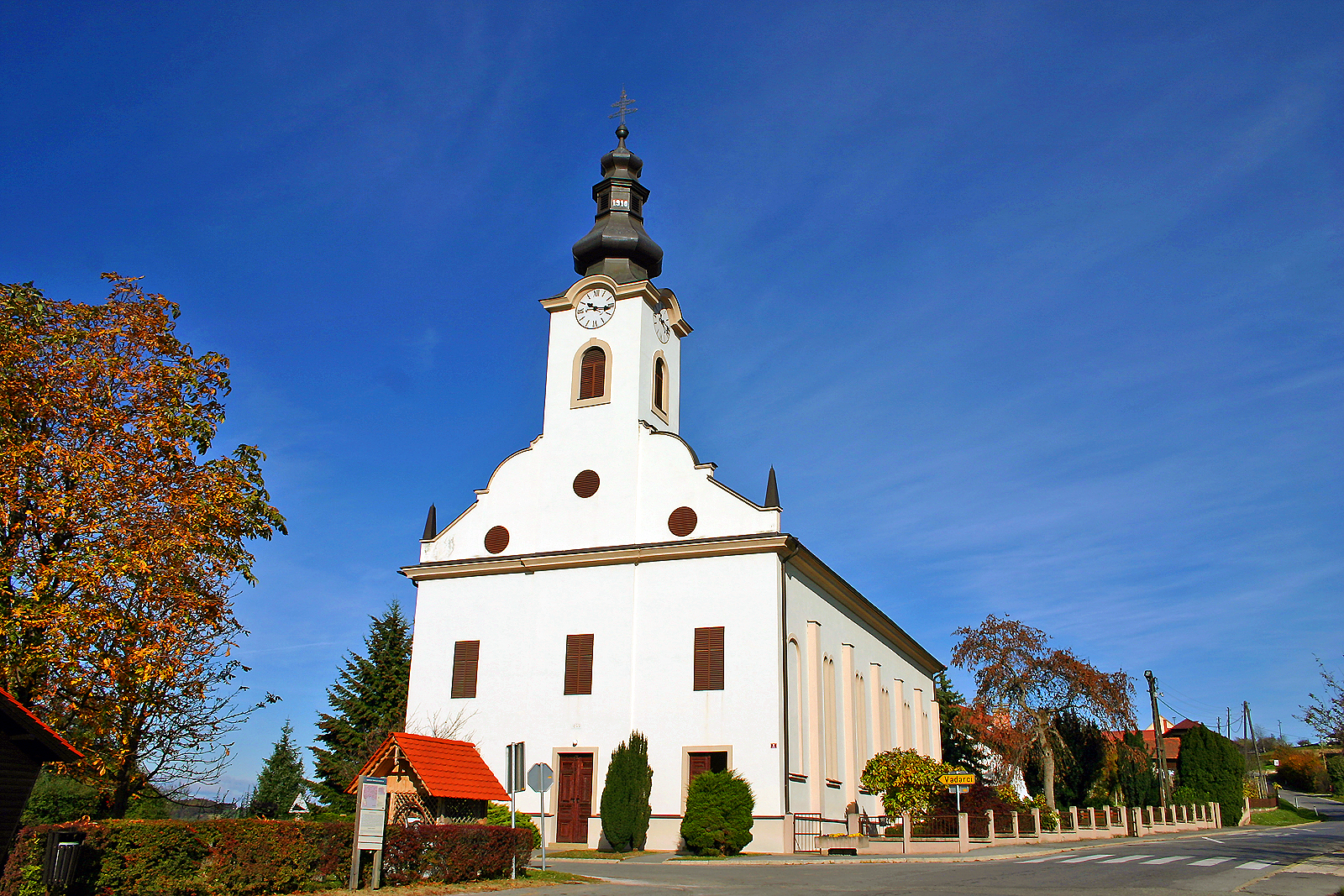
Kościół luterański w Prekmurje

Liczba wyznawców poszczególnych denominacji w Słowenii według Operation World, w 2010 roku przedstawia się następująco:
| Religie/kościoły              | Liczba wiernych | Procent ludności |
| ----------------------------- | --------------- | ---------------- |
| katolicy                      | 895 000         | 44,2%            |
| chrześcijanie – nieokreśleni  | 160 000         | 7,9%             |
| prawosławni                   | 40 500          | 2%               |
| muzułmanie                    | 39 486          | 1,95%            |
| luteranie                     | 19 300          | 0,95%            |
| Świadkowie Jehowy             | 1920            | 0,1%             |
| zielonoświątkowcy             | 950             | 0,05%            |
| starokatolicy                 | 950             | 0,05%            |
| adwentyści dnia siódmego      | 775             | 0,04%            |
| bahaiści                      | 405             | 0,02%            |
| baptyści                      | 248             | 0,01%            |
| Judaizm                       | 200             | 0,01%            |
| buddyści                      | 200             | 0,01%            |
| inne wyznania chrześcijańskie | 800             | 0,04%            |
| inne religie                  | 800             | 0,04%            |

## Badania dotyczące przekonań religijnych
Według sondażu Eurobarometru z 2010 roku odpowiedzi mieszkańców Słowenii na pytania w sprawie wiary były następujące:
- 32% – „Wierzę w istnienie Boga”
- 36% – „Wierzę w istnienie pewnego rodzaju ducha lub siły życiowej”
- 26% – „Nie wierzę w żaden rodzaj ducha, Boga lub siły życiowej”
- 6% – „Nie wiem”.